# Barbus melanotaenia
Barbus melanotaenia е вид лъчеперка от семейство Шаранови (Cyprinidae). Видът е критично застрашен от изчезване.

## Разпространение
Разпространен е в Либерия.

## Описание
На дължина достигат до 3,9 cm.